# Garðar Bergmann Gunnlaugsson
Garðar Bergmann Gunnlaugsson (ur. 7 sierpnia 1983 w Akranes) – islandzki piłkarz, występujący na pozycji napastnika.
W reprezentacji Islandii wystąpił jeden raz, 13 stycznia 2016 w wygranym 1:0 towarzyskim meczu z Finlandią.

## Życie prywatne
Jest żonaty z modelką Ásdís Rán Gunnarsdóttir, z którą ma syna i córkę.